# XHTML-Print
XHTML-Print (ang. Extensible HyperText Markup Language for Printing) – język znaczników oparty na XML, używany głównie w urządzeniach drukujących.
XHTML-Print jest podzbiorem XHTML, zawierającym zestaw modułów XHTML obsługujących większość elementów z XHTML 1.1, oprócz tych, które nie są przydatne przy wydrukach.